# Ermida de Nossa Senhora de Fátima (Ginetes)
A Ermida de Nossa Senhora de Fátima localiza-se na Lomba do Bettencourt, na freguesia dos Ginetes, concelho de Ponta Delgada, na ilha de São Miguel, nos Açores. Foi a primeira dedicada a Nossa Senhora de Fátima a ser construída na ilha.

## História
Foi erguida em terreno cedido por Manuel Alves de Oliveira, proprietário naquela freguesia, então regressado do Brasil. As obras ficaram a cargo de uma comissão de senhoras: Leonor Esther Ferraz Bettencourt Leça, Elisa Augusta Paula e Silva, Helena Jácome Corrêa Chalupa. A bênção da primeira pedra foi dada pelo vigário dos Ginetes, padre Evaristo Máximo do Couto, a 10 de julho de 1932, devidamente autorizado pelo então bispo da Diocese de Angra do Heroísmo.
Iniciadas as obras, prolongaram-se por quatro anos, no decurso dos quais a referida Comissão de Senhoras promoveu diversos eventos com o fim de angariar fundos para as mesmas. Concluídas em setembro de 1936, a bênção da Ermida decorreu a 12 desse mês e ano, presidindo à mesma aquele vigário, em nome do prelado.
Nesse dia realizou-se nos Ginetes uma grande procissão de velas tendo a nova imagem de Nossa Senhora de Fátima - chegada dois antes de Lisboa - saído da igreja paroquial e entrado nela solenemente por volta das 19:30h. No dia seguinte houve missa solene, pregando então o Padre Silvino Raposo, que dias depois partiria para os Estados Unidos da América.

## Características
A ermida tem um interessante retábulo, um coro, uma pequena sacristia e uma torre com quatro sinos fabricados em Ponta Delgada.